# Кондратьев, Сергей Львович
Сергей Львович Кондра́тьев (20 января 1957, Москва — 28 мая 2010, там же) — российский прозаик, редактор, эстрадный драматург и сценарист, писатель

-сатирик

, актёр, телеведущий, юморист

.  Заслуженный артист Российской Федерации (1995).

## Образование
В 1988 году окончил эстрадный факультет ГИТИСа.

## Карьера
С 1980 по 1985 год работал редактором юмористической радиопередачи «С добрым утром!», позже стал писать для эстрады.
Являлся одним из авторов эстрадных программ Евгения Петросяна — «Инвентаризация» (1988), «Дураки мы все» (1991), «Страна Лимония, деревня Петросяния» (1995). Для Петросяна писал также отдельные монологи, самые известные среди которых — «Сантехнические услуги» и «Шпингалеты». Работал и с другими актерами — Ефимом Шифриным (монологи «Собачий бизнес» и «Памятник») и Владимиром Винокуром (песня «Я куплю велосипед»).
Вел передачи «Смех сквозь годы» (1991) и «По ту сторону рампы» (1992—1993), являлся одним из создателей и соведущим программы «Смехопанорама» (1994). Был сценаристом и одним из участников программы «Аншлаг». В 1990-е писал для киножурнала «Ералаш», до 1997 года снимался в скетчах рубрики «Пистон» в тележурнале «Армейский магазин».
В 2004—2008 годах работал заместителем главного редактора сатирического журнала «Фитиль» (главный редактор — писатель Сергей Михалков). Много снимался в нём в качестве актёра. Написал несколько пьес для театра и сценариев для кино.
Умер в 2010 году. Похоронен на Перовском кладбище.

## Звания
- Заслуженный артист Российской Федерации (17 марта 1995 года) — за заслуги в области искусства[4].